# بيت كيلي (لاعب هوكي جليد)
بيت كيلي هو لاعب هوكي جليد كندي، ولد في 22 مايو 1912 في وينيبيغ في كندا، وتوفي في 22 مارس 2004.

## وصلات خارجية
- بيت كيلي على موقع دوري الهوكي الوطني (الإنجليزية)
- بيت كيلي على موقع قاعة مشاهير الهوكي (لاعب أن.إتش.أل) (الإنجليزية)
- بيت كيلي على موقع HockeyDB.com (الإنجليزية)
- بيت كيلي على موقع Hockey-Reference.com (الإنجليزية)